# Đại hội Thể thao Đông Nam Á 1977
Đại hội Thể thao Đông Nam Á 1977 (tiếng Mã Lai: Sukan Asia Tenggara 1977), tên gọi chính thức là Đại hội Thể thao Đông Nam Á lần thứ 9, là một sự kiện thể thao đa môn khu vực Đông Nam Á được tổ chức tại Kuala Lumpur, Malaysia từ ngày 19 đến ngày 26 tháng 11 năm 1977. Đây là lần thứ ba Malaysia đăng cai đại hội, và là lần đầu tiên kể từ năm 1971. Trước đó, Malaysia cũng là nước chủ nhà lần đầu tiên vào năm 1965.
Năm 1977 cũng đánh dấu việc Brunei, Indonesia và Philippines chính thức được kết nạp vào Liên đoàn Thể thao Bán đảo Đông Nam Á vào tháng 2 năm đó. Mặc dù từ “Bán đảo” đã bị loại bỏ khỏi tên của liên đoàn để phản ánh sự mở rộng, đại hội năm 1977 vẫn giữ biểu tượng sáu vòng tròn, tượng trưng cho sáu thành viên sáng lập, và thứ tự đánh số kỳ đại hội được duy trì nhằm thể hiện sự liên tục, tôn trọng các mục tiêu, khát vọng và đóng góp của những người sáng lập. Biểu tượng sáu vòng tròn này không được thay thế cho đến năm 1999, khi biểu tượng mười vòng tròn hiện nay lần đầu tiên được sử dụng trong logo chính thức của đại hội.
Đại hội được khai mạc và bế mạc bởi Quốc vương Malaysia Yahya Petra tại Sân vận động Merdeka. Bảng tổng sắp huy chương cuối cùng được dẫn đầu bởi Indonesia, tiếp theo là Thái Lan và Philippines, trong khi chủ nhà Malaysia xếp thứ năm.

## Quốc gia tham dự
Vào thời điểm đó, Brunei là một lãnh thổ bảo hộ của Anh. Dòng in đậm thể hiện quốc gia lần đầu tiên tham dự đại hội.
- Miến Điện
- Brunei
- Indonesia
- Malaysia (Chủ nhà)
- Philippines
- Singapore
- Thái Lan

## Bảng tổng sắp huy chương
| Hạng               | Đoàn               | Vàng | Bạc | Đồng | Tổng số |
| ------------------ | ------------------ | ---- | --- | ---- | ------- |
| 1                  | Indonesia (INA)    | 62   | 41  | 34   | 137     |
| 2                  | Thái Lan (THA)     | 37   | 35  | 33   | 105     |
| 3                  | Philippines (PHI)  | 31   | 30  | 30   | 91      |
| 4                  | Miến Điện (BIR)    | 25   | 42  | 43   | 110     |
| 5                  | Malaysia (MAS)     | 21   | 17  | 21   | 59      |
| 6                  | Singapore (SIN)    | 14   | 21  | 28   | 63      |
| 7                  | Brunei (BRU)       | 0    | 0   | 3    | 3       |
| Tổng số (7 đơn vị) | Tổng số (7 đơn vị) | 190  | 186 | 192  | 568     |

1Brunei đang là xứ bảo hội thuộc Vương quốc Anh.

## Môn thể thao
- Thể thao dưới nước  (chi tiết)

- Bắn cung  (chi tiết)

- Điền kinh  (chi tiết)

- Cầu lông  (chi tiết)

- Bóng rổ  (chi tiết)

- Quyền Anh  (chi tiết)

- Bowling  (chi tiết)

- Xe đạp  (chi tiết)

- Bóng đá  (chi tiết)

- Khúc côn cầu  (chi tiết)

- Judo  (chi tiết)

- Bóng bầu dục  (chi tiết)

- Cầu mây  (chi tiết)

- Bắn súng  (chi tiết)

- Bóng bàn  (chi tiết)

- Quần vợt  (chi tiết)

- Bóng chuyền  (chi tiết)

- Cử tạ  (chi tiết)